# Wei Wenhua
Wei Wenhua (魏文华 em chinês) (3 de janeiro de 1967  - 7 de janeiro de 2008) foi o diretor geral da companhia construtora Shuli Architectural Engineering. Além disso, era un blogueiro. Foi assassinado com vários golpes em Wanba, Tianmen, Hubei onde tentava filmar as autoridades chinesas se enfrentando com manifestantes .

## Falecimento
O conflito que Wei tentava filmar teve origem na decisão das autoridades de instalar um depósito de lixo em sua localidade. Os moradores temiam que isso pudesse ameaçar a qualidade de vida, trazendo problemas para a comunidade .
Os meios de comunicação chineses publicaram que Wei foi agredido por um grupo de trinta ou mais oficiais da Chengguan (novo corpo da polícia urbana chinesa encarregado de reprimir delitos menores e da migração interna, mas impopular entre os chineses devido a seus frequentes abusos de poder ) quando tentava filmar com um telefone celular os protestos. Não se sabe qual era a intenção de Wei ao fotografar. Ele foi agredido dentro de um automóvel durante aproximadamente cinco minutos  e seu falecimento foi confirmado em um hospital pouco tempo depois.

## Reações ao falecimento
Qi Zhengjun, secretário geral do governo da cidade e comandante da força municipal foi retirado de seu posto devido ao incidente, após a investigação promovida pelo governo, que se seguiu ao assassinato de Wei. Vinte e quatro membros da Chengguan, além de outros cem funcionários, estão sendo investigados e quatro pessoas foram detidas.
Wang Faliang, vice-prefeito de Tianmen, declarou que os Chengguan foram os autores do assassinato .
De acordo com Chen Junling, cunhado de Wei, um protesto ocorreu em Tianmen, um dia após o assassinato, com a participação de milhares de pessoas.